# David Cork
David Cork, född 28 oktober 1962 i Doncaster, är en engelsk tidigare fotbollsspelare (anfallare).

## Biografi
Cork inledde sin karriär i Arsenal FC, där han blev professionell 1980. Hösten samma år lånades den 18-årige Cork ut till svenska Gais, där han spelade sex matcher (inga mål) i division II södra när Gais sånär kvalificerade sig för Allsvenskan. Efter att ha återvänt till England debuterade han i ligan för Arsenal i en 3–1-seger mot Watford i december 1983. Han gjorde ett mål på sammanlagt sju seriematcher för Arsenal innan han i juli 1985 flyttade till Huddersfield Town i engelska andradivisionen. Han spelade därefter även för West Bromwich Albion (1988, lån), Scunthorpe United (1989), Darlington FC (1989–1992) och Boston United (1992–1993).